# Vidzeme
Vidzeme (en livonià:Vidumō) és una de les regions culturals i històriques de Letònia. Literalment significa "la Terra del Mig" està situada al centre nord del país al nord del riu Daugava. De vegades en alemany rep el nom de Livland- que és el nom alemany pel llatí Livonia, però només comprèn una petita part de la Livònia medieval i la meitat de la Livònia sueca.

## Història
En temps antics Vidzeme era habitada pels Latgalians i Livonians. Fins a la conquesta germànica del segle xiii, el riu Daugava era la frontera entre dels livonians i els latgalians a la banda dreta del riu i els Semigalians i Selonians de la banda esquerra.
Durant la Gran Guerra del Nord la Livònia sueca va ser conquerida per l'Imperi Rus i cedida a Rússia pel Tractat de Nystad el 1721. Els russos hi crearen el governorat de Livònia. Després de la Primera Guerra Mundial aquest governorat va ser dividit entre els nous estats independents de Letònia i Estònia.

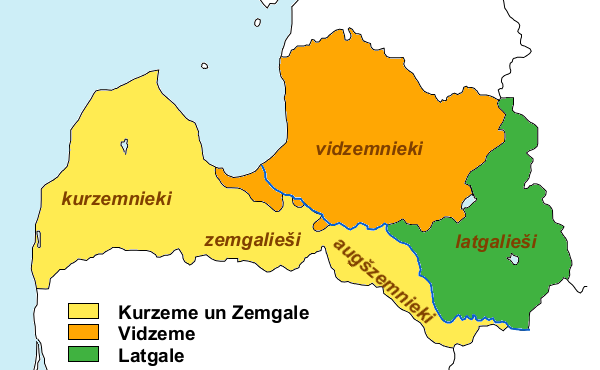
Regions històriques de Letònia.